# Robert Martius
Franz Robert Martius (* 17. November 1865 in Klettigshammer; † 20. Dezember 1945 in der Bärenmühle bei Nauendorf) war ein deutscher Politiker.

## Leben
Martius war der Sohn des Fleischers Heinrich Christian Friedrich Martius aus Klettigshammer und dessen Ehefrau Johanne Friederike Wilhelmine geborene Fleischer. Er war evangelisch-lutherischer Konfession und heiratete am 14. Mai 1889 in Wurzbach Amalie Minna Müller (* 21. August 1869 in Grumbach; † 21. Juli 1921 in Klettigshammer), die Tochter des Mühlenbesitzers Christian Heinrich Louis Müller in Grumbach.
Martius machte eine Fleischerlehre und war später Restaurateur in Klettigshammer. Zuletzt war er dort Gastwirt und Mühlenbesitzer. Vom 12. Dezember 1901 bis zum 12. Februar 1919 war er Abgeordneter im Landtag Reuß jüngerer Linie. 